# Cik-cak (album)
Cik-cak je název prvního alba popové kapely Lunetic. Album bylo vydáno v létě roku 1998 v České republice a na Slovensku pod značkou PolyGram.
Po úspěšném prodeji a získání platinové desky, byla ve stejném roce vydána také reedice alba pod názvem Cik – cak – Platinová edice.

## Spor s Daliborem Kaplanem
Krátce po vydání alba se na veřejnost dostala zpráva, že část písní za Lunetic nazpíval zpěvák Dalibor Kaplan. Ten vše oznámil médiím, potom, co manažer kapely popřel, že by ho znal. Mnozí lidé začali úspěšnou kariéru Lunetic označovat za podvod. 1. června 1999 byl udělán rozhovor s členem vedení vydavatelské společnosti Universal Music, Milanem Zýkou, který potvrdil, že se Kaplan na desce podílel, ale pouze jako doprovodný zpěvák a autor aranží. Zýka také prohlásil, že Kaplan spor začal kvůli propagaci své vlastní desky. O celém sporu byla také napsána kniha s názvem "Němý Lunetic aneb Zpráva o jednom podvodu."

## Seznam skladeb
| Pořadí | Název                         | Hudba         | Text                        | Délka |
| ------ | ----------------------------- | ------------- | --------------------------- | ----- |
| 1.     | Lunetic start                 | Stano Šimor   | Instrumentál                | 1:22  |
| 2.     | Chtěl bych tě líbat           | Stano Šimor   | David Škach                 | 3:40  |
| 3.     | Máma                          | Stano Šimor   | David Škach a Martin Kocián | 3:31  |
| 4.     | Pro co žít ?!                 | Stano Šimor   | David Škach a Martin Kocián | 3:24  |
| 5.     | Trápení                       | Stano Šimor   | David Škach                 | 3:53  |
| 6.     | Dvě sestry                    | Stano Šimor   | David Škach                 | 3:42  |
| 7.     | Only you (Originál: Only You) | Vince Clarke  | David Škach                 | 3:44  |
| 8.     | Cik-cak                       | Stano Šimor   | David Škach                 | 3:22  |
| 9.     | Jako zlej sen                 | Stano Šimor   | David Škach                 | 4:21  |
| 10.    | Nebýt sám                     | Stano Šimor   | Lunetic                     | 3:40  |
| 11.    | Párty                         | Stano Šimor   | David Škach a Martin Kocián | 4:04  |
| 12.    | Úsměvy                        | Stano Šimor   | David Škach                 | 3:54  |
| 13.    | Bláznova ukolébavka           | Pavel Dydovič | František Řebíček           | 3:04  |

### Cik-cak - Platinová edice
Ke konci roku 1998 bylo album znovu vydáno pod názvem Cik-cak - Platinová edice.
Album obsahuje 13 původních písní a 4 nové.
| Pořadí | Název                                                | Hudba              | Text                        | Délka |
| ------ | ---------------------------------------------------- | ------------------ | --------------------------- | ----- |
| 1.     | Lunetic start                                        | Stano Šimor        | Instrumentál                | 1:22  |
| 2.     | Chtěl bych tě líbat                                  | Stano Šimor        | David Škach                 | 3:40  |
| 3.     | Máma                                                 | Stano Šimor        | David Škach a Martin Kocián | 3:31  |
| 4.     | Pro co žít ?!                                        | Stano Šimor        | David Škach a Martin Kocián | 3:24  |
| 5.     | Trápení                                              | Stano Šimor        | David Škach                 | 3:53  |
| 6.     | Dvě sestry                                           | Stano Šimor        | David Škach                 | 3:42  |
| 7.     | Only you (Originál: Only You)                        | Vince Clarke       | David Škach                 | 3:44  |
| 8.     | Cik-cak                                              | Stano Šimor        | David Škach                 | 3:22  |
| 9.     | Jako zlej sen                                        | Stano Šimor        | David Škach                 | 4:21  |
| 10.    | Nebýt sám                                            | Stano Šimor        | Lunetic                     | 3:40  |
| 11.    | Párty                                                | Stano Šimor        | David Škach a Martin Kocián | 4:04  |
| 12.    | Úsměvy                                               | Stano Šimor        | David Škach                 | 3:54  |
| 13.    | Bláznova ukolébavka                                  | Pavel Dydovič      | František Řebíček           | 3:04  |
| 14.    | Kouzelná noc (Originál: Stille Nacht, heilige Nacht) | Franz Xaver Gruber | David Škach                 | 3:55  |
| 15.    | Máma (akustická verze)                               | Stano Šimor        | David Škach a Martin Kocián | 2:44  |
| 16.    | Cik-cak (Parma Remix)                                | Stano Šimor        | David Škach                 | 4:15  |
| 17.    | Máma (Vintage Dance Remix)                           | Stano Šimor        | David Škach a Martin Kocián | 3:01  |

## Sestava při nahrávání
- Václav Jelínek – hlavní vokály
- Martin Kocián – vokály, rap
- David Škach – vokály
- Aleš Lehký – vokály
- Leoš Mareš – hostující rap (Cik-Cak)
- Stano Šimor – produkce[2]
- Dalibor Kaplan – doprovodné vokály a autor aranží[1]